# Église Saint-Nicolas de Pujols
Pour les articles homonymes, voir Église Saint-Étienne et Saint-Étienne (homonymie).
L'église Saint-Nicolas est une église catholique située à Pujols, en France.

## Historique
Une chapelle est construite pour le personnel du château de Pujols, en 1457. Elle est placée contre le rempart nord. Elle était couronnée d'un chemin de ronde et participait à la défense de la ville.
En 1526, le baron de Pujols, Jean de Saint-Hémans, décide de fonder un chapitre de chanoines dans la chapelle. Pour permettre le service, il faut agrandir la chapelle pour en faire une collégiale. La transformation de la chapelle entraîne la construction d'une nef et d'un clocher au-dessus de la porte nord de la cité. La collégiale est inaugurée en 1547.
En 1561, l'église paroissiale Saint-Nicolas est considérée comme gênante pour la défense de la ville et est détruite. Le service paroissial est alors transféré dans la collégiale par ordre de l'évêque. La collégiale est divisée en deux parties par un jubé surmonté d'une tribune. Le chœur et le transept sont réservés au chapitre de chanoines. La nef est occupée par la paroisse Saint-Nicolas.
La collégiale a perdu ensuite les traces de sa participation à la défense de la ville.
Après le concordat de 1801, l'église Saint-Nicolas est devenue la seule église paroissiale de Pujols.
L'église est située dans le département français de Lot-et-Garonne, sur la commune de Pujols.
L'édifice est inscrit au titre des monuments historiques le 7 janvier 1926.

## Description

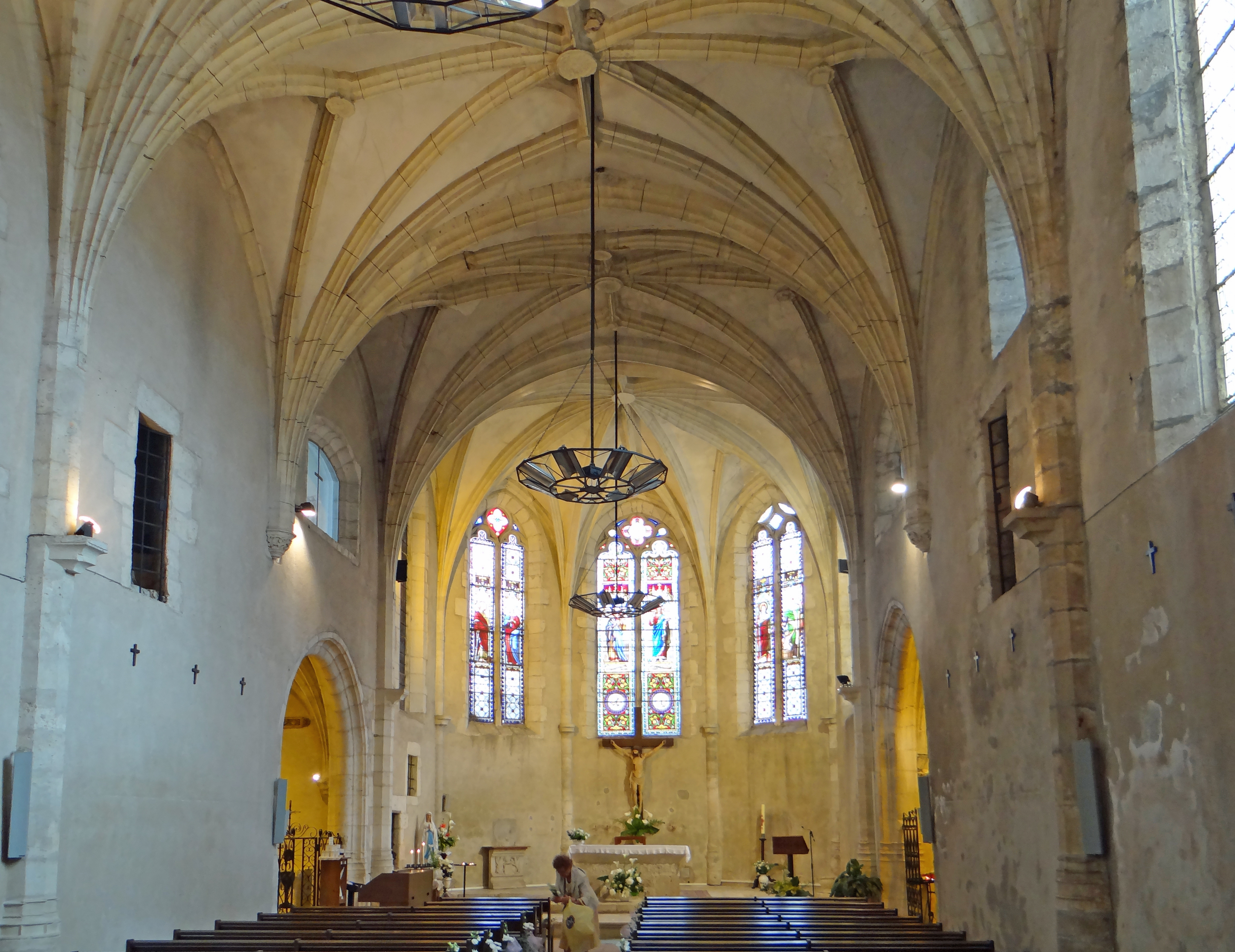
Nef et chœur

L'église est à vaisseau unique. La nef a trois travées. L'abside est pentagonal et éclairé par cinq baies garnies de verrières représentant des personnages liturgiques.
Sous le sanctuaire se trouve une crypte dans laquelle étaient inhumés les seigneurs de Pujols.
Après le sanctuaire s'ouvre un transept s'ouvrant sur deux chapelles qui sont surmontées par des tribunes auxquelles on accède par des escaliers en colimaçon partant des chapelles. Ces escaliers donnaient aussi, autrefois, accès au chemin de ronde. La chapelle de gauche est dédiée à Notre-Dame. La chapelle de droite est celle du Saint-Sacrement. Cette chapelle est dotée d'un autel en bois provenant de l'église Sainte-Foy.
Les ouvertures grillagées situées dans la première travée de la nef donnaient autrefois accès à la tribune du jubé par les escaliers en colimaçon des chapelles.
La nef est éclairée par des fenêtres du côté de la place.
Le clocher était la porte nord de la cité. Le premier étage a servi de tribune. Le troisième étage abrite trois cloches, dont la dernière a été placée en 1972.